# Sekundærrute 509
De Sekundærrute 509 is een secundaire weg in Denemarken. De weg loopt van Vemb via Linde naar Struer. De Sekundærrute 509 loopt door Midden-Jutland en is ongeveer 23 kilometer lang.